# Pressigny-les-Pins
Pressigny-les-Pins è un comune francese di 440 abitanti situato nel dipartimento del Loiret nella regione del Centro-Valle della Loira.

## Società

### Evoluzione demografica
Abitanti censiti